# Epidendrum magnoliae
Epidendrum magnoliae är en orkidéart som beskrevs av Henry Ernest Muhlenberg. Epidendrum magnoliae ingår i släktet Epidendrum och familjen orkidéer. Inga underarter finns listade i Catalogue of Life.

## Bildgalleri

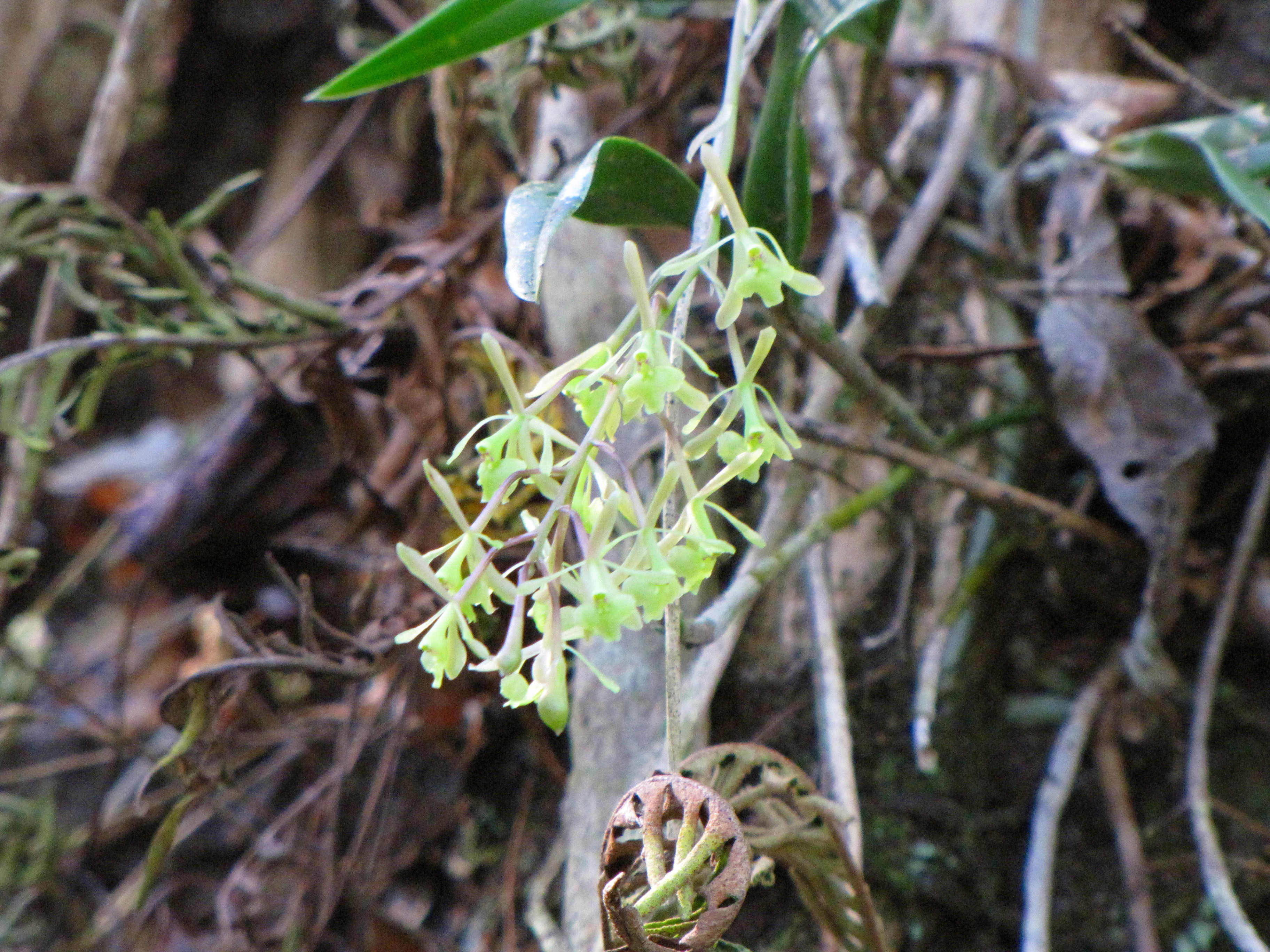
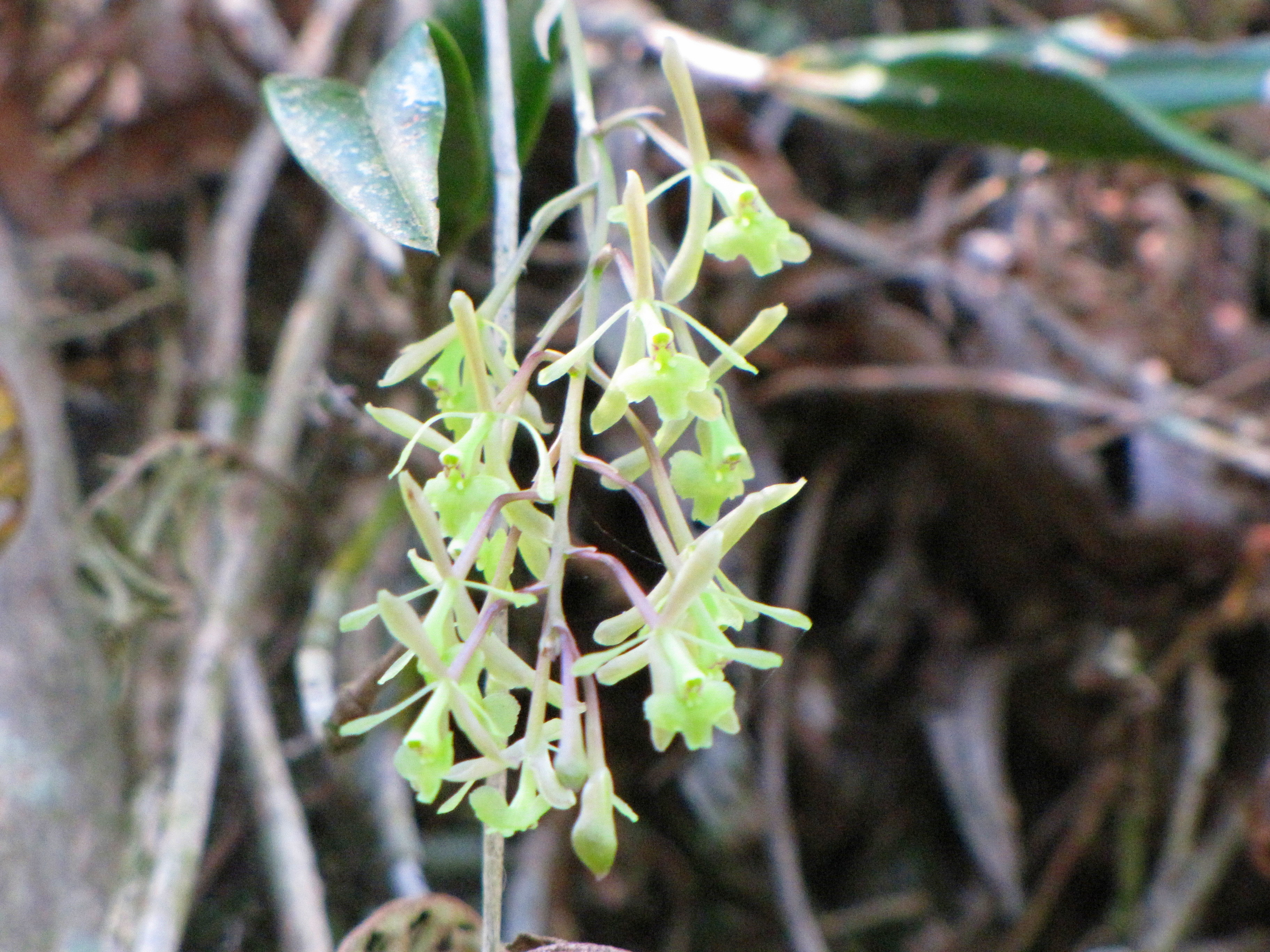